# William Wheeler
William Almon Wheeler (ur. 30 czerwca 1819 w Malone, zm. 4 czerwca 1887 tamże) – amerykański polityk, 19. wiceprezydent USA.
Był prawnikiem i działaczem Partii Republikańskiej. W latach 1850–1851 zasiadał w stanowej Izbie Reprezentantów Nowego Jorku, w latach 1858–1860 w stanowym Senacie, a w latach 1861–1863 i 1869–1877 był członkiem Izby Reprezentantów Stanów Zjednoczonych. W 1876 został wybrany na wiceprezydenta USA przy prezydencie Hayesie. Po zakończeniu kadencji w marcu 1881 wycofał się z życia politycznego ze względu na zły stan zdrowia.